# ژاک پریه
ژاک پریه (فرانسوی: Jacques Perrier‎; ۱۲ اکتبر ۱۹۲۴ – ۲۳ ژوئن ۲۰۱۵) بازیکن بسکتبال اهل فرانسه بود.
وی در مسابقات کشوری و بین‌المللی در مجموع برندهٔ ۱ مدال نقره شده‌است.